# Tasimia natasia
Tasimia natasia är en nattsländeart som beskrevs av Mosely in Mosely och Douglas E. Kimmins 1953. Tasimia natasia ingår i släktet Tasimia och familjen Tasimiidae. Inga underarter finns listade i Catalogue of Life.